# Peter Auer
Peter Auer (ur. 1954 w Ratyzbonie) – niemiecki językoznawca. Do jego zainteresowań naukowo-badawczych należą: dialektologia, socjolingwistyka, kontakty językowe.
Studiował językoznawstwo ogólne, językoznawstwo germanistyczne, socjologię oraz psychologię na uczelniach w Kolonii, Konstancji i Manchesterze. W latach 1980–1989 był pracownikiem naukowym, a następnie adiunktem w Katedrze Lingwistyki na Uniwersytecie w Konstancji. Doktoryzował się w 1983 r., a habilitował w 1988 r.
W swoim dorobku ma sześć monografii oraz ok. 100 artykułów naukowych, poruszających problematykę dwujęzyczności, kwestie socjolingwistyczne i dialektologiczne, a także składnię języka mówionego.

## Wybrana twórczość
- Enregistering pluricentric German [w:] Augusto Soares da Silva (red.) Pluricentricity. Language Variation and Sociocognitive Dimensions. Amsterdam: Benjamins[3].
- State borders and language change: the (non-)effects of political border permeability on language [w:] P. Gilles, H. Koff, C. Maganda and C. Schulz (red.) Theorizing borders through analyses of power relationships. Brussels: Peter Lang[3].
- Ethnische Marker zwischen Varietät und Stil, 2013, [w:] A. Deppermann (red.), Das Deutsch der Migranten. (=Jahrbuch des Instituts für Deutsche Sprache 2012). Berlin: de Gruyter, s. 9-40[3].